# Uchiha Itachi
Uchiha Itachi (Nhật: うちは イタチ) là nhân vật hư cấu trong loạt manga và anime Naruto do Kishimoto Masashi sáng tạo nên. Itachi là anh trai của Uchiha Sasuke, và là người gánh lên mình trọng tội tàn sát gần như cả gia tộc Uchiha, trừ Sasuke. Anh đóng vai trò là thành viên của tổ chức tội ác Akatsuki, đồng thời là kẻ thù lớn nhất của Sasuke. Trong phần II của manga, Itachi tham gia vào những vụ mưu sát các nhân trụ lực (人柱力, Jinchuuriki), trước khi phải đối mặt với Sasuke và bỏ mạng trong một trận đấu tay đôi. Sau trận chiến, Sasuke được một thành viên của Akatsuki tiết lộ rằng Itachi có một lý do bí mật đằng sau việc thảm sát tộc Uchiha. Bên cạnh anime và manga, Itachi còn xuất hiện trong hầu hết trò chơi điện tử thuộc series Naruto.
Itachi là nhân vật được nhiều độc giả Naruto yêu thích, và được giới phê bình đánh giá cao. Sự xuất hiện của anh trong vai phản diện được nhiều ký giả khen ngợi. Dù vậy, cũng có một số người cho rằng màn ra mắt của anh không có gì ấn tượng. Khi quá khứ của Itachi dần hé lộ và chúng thể hiện tầm ảnh hưởng lớn đến cốt truyện thì anh được giới phê bình đón nhận nồng nhiệt. Những trận chiến của anh cũng được ghi nhận là "một trong những trận chiến hay nhất" series. Nhiều sản phẩm ăn theo Itachi được phát hành, bao gồm móc khóa, đồ chơi nhồi bông và mô hình thu nhỏ.

## Sáng tạo và thiết kế
Khi Uchiha Sasuke lần đầu đề cập đến Uchiha Itachi trong manga, Kishimoto Masashi lúc đó chưa lên kế hoạch cho câu chuyện quá khứ của Itachi. Ý tưởng duy nhất mà tác giả dành cho Itachi là vài hành động bạo lực nào đó khiến cho Sasuke muốn giết anh. Tuy nhiên, khi Itachi được ra mắt, Kishimoto nảy ra ý tưởng rằng Itachi sẽ là đặc vụ bí mật của làng Lá, kẻ đã tàn sát cả gia tộc Uchiha theo lệnh của làng. Itachi trong ý tưởng gốc là thủ lĩnh của Ám sát Chiến thuật Đặc thù Bộ đội (暗殺戦術特殊部隊, Ansatsu Senjutsu Tokushu Butai) của làng Lá được gọi tắt là "Ám bộ", hay còn có tên gọi khác là Đội Itachi (イタチ隊, Itachi-tai). Đội này sẽ là một nhóm gồm 70 người chia thành 4 đội, chuyên về ám sát và thực hiện những hành động ám muội. Tuy nhiên, ý tưởng này bị loại bỏ để thay bằng Itachi làm việc cho tổ chức Akatsuki như cốt truyện hiện tại. Trong tất cả nhân vật Akatsuki mà Kishimoto thiết kế, Itachi là nhân vật mà tác giả yêu thích vì câu chuyện quá khứ của anh.
Diễn viên lồng tiếng Nhật cho Itachi là Ishikawa Hideo thường trò chuyện với nam diễn viên lồng tiếng cho Sasuke là Sugiyama Noriaki về nhân vật của họ. Khi hai nhân vật này lần đầu đối mặt nhau, cả Ishikawa và Sugiyama đều thấy vụ Itachi thảm sát tộc Uchiha thật không thể tin nổi, và bắt đầu đọc manga Naruto để xem liệu Itachi có đang che giấu điều gì không. Sau khi Itachi tử trận, hai diễn viên ghi nhận rằng Itachi hóa ra là người anh trai tốt của Sasuke. Diễn viên lồng tiếng Anh cho Itachi là Crispin Freeman hài lòng với việc đóng vai nhân vật, bất kể việc ông đã xem lại loạt anime không biết bao nhiêu lần.

## Xuất hiện

### TrongNaruto

#### Quá khứ

Gia đình Uchiha

Itachi là thành viên của tộc Uchiha và là anh trai của Uchiha Sasuke. Anh không chỉ là thần đồng của gia tộc mà còn là chỗ dựa vững chắc cho cả Sasuke và tương lai của tộc Uchiha. Anh có một thời thơ ấu không mấy êm đẹp khi bị chiến tranh hủy hoại. Sự dữ dội của chiến tranh thôi thúc anh phải tìm kiếm nền hòa bình bằng bất cứ giá nào. Thuở ấy, Itachi biết được rằng gia tộc mình đang lên kế hoạch đảo chính để giành quyền kiểm soát làng Lá. Sau khi tộc Uchiha bị buộc tội sử dụng Cửu Vĩ tấn công làng, Itachi cung cấp cho làng Lá thông tin tình báo về những hành động của gia tộc trong suốt hai năm anh làm đặc vụ của ANBU. Theo thời gian, Itachi tự tách biệt mình với gia tộc, vì một số thành viên trong tộc tin rằng anh đã sát hại người bạn thân nhất của mình là Uchiha Shisui để lĩnh hội mangekyo sharingan (万華鏡写輪眼, Vạn hoa đồng tả luân nhãn).
Trên thực tế, Shisui là người yêu làng và sở hữu nhãn thuật có khả năng thao túng người khác. Anh tính sử dụng thiên phú của mình tác động lên thủ lĩnh tộc Uchiha để ngăn chặn cuộc đảo chính. Tuy nhiên, Shisui đã bị thành viên Hội đồng Cấp cao làng Lá là Shimura Danzo tấn công đến trọng thương, ông đã cướp đi một con mắt của Shisui để theo đuổi lý tưởng hòa bình của riêng ông. Khi Shisui giao cho Itachi con mắt còn lại, Itachi che đậy cái chết của Shisui như thể Itachi là thủ phạm. Cuối cùng, để đáp lại lời đề nghị của Danzo nhằm bảo vệ mạng sống của Sasuke, Itachi đã tàn sát cả gia tộc. Itachi cố tình làm cho Sasuke hiểu lầm rằng anh thảm sát gia đình họ vì anh là kẻ máu lạnh, để khiến Sasuke căm hận Itachi đến mức sẽ trở nên đủ mạnh và giết chết anh. Itachi rời làng, để lại lời cảnh cáo rằng Danzo không được hãm hại Sasuke. Anh bắt gặp Sarutobi Hiruzen − Hokage đệ tam của làng Lá, ông hứa với anh rằng sẽ làm những gì có thể để chăm sóc Sasuke. Itachi cũng tiết lộ ý định tiếp tục bảo vệ làng Lá từ trong bóng tối. Ngay sau khi nhận ra tổ chức Akatsuki là mối đe dọa của làng Lá, anh gia nhập chúng để đảm bảo rằng chúng không gây nguy hiểm cho làng của anh. Itachi trở thành bạn tốt với cộng sự của mình là Hoshigaki Kisame, người luôn bày tỏ sự quan tâm đến tình trạng sức khỏe của Itachi.

#### Phần I
Itachi xuất hiện lần đầu ở phần I sau sự kiện Hiruzen hi sinh. Anh lấy cớ là xâm nhập vào làng Lá để săn lùng Uzumaki Naruto nhằm mục đích bí mật kiểm tra tình trạng của Sasuke. Sau khi giao chiến với Hatake Kakashi và một số lực lượng của làng Lá, Itachi tiết lộ mục tiêu của tổ chức Akatsuki là thu thập những ninja sở hữu sức mạnh vĩ thú được gọi là jinchuuriki. Itachi cũng biết rằng Naruto đang được Jiraiya bảo vệ nên đã đặt một cái bẫy để dụ ông đi chỗ khác nhằm bắt cóc Naruto. Tuy nhiên, Jiraiya vẫn xuất hiện kịp lúc để giải cứu Naruto, Itachi lại thấy mình đang đối mặt với Sasuke nên đã đổi kế hoạch là chỉnh đốn người em trai mình trở nên mạnh mẽ hơn bằng cách đánh bại cậu ấy, sau đó rút lui cùng với Kisame.

#### Phần II

Khoảnh khắc cuối đời của Uchiha Itachi.

Trong phần II, Itachi sử dụng thuộc hạ của Sasori để tạo ra bản sao của chính mình nhằm cầm chân Naruto và đồng đội của cậu. Cùng lúc đó, anh và tổ chức Akatsuki sẽ tiến hành tước đoạt Nhất Vĩ Shukaku ra khỏi cơ thể của Gaara. Itachi vẫn nằm vùng ở tổ chức cho đến khi Sasuke cắt đứt quan hệ với Orochimaru, hấp thụ cơ thể của y và đủ mạnh để giải quyết vấn đề. Trước khi giao chiến với Sasuke, Itachi gặp Naruto. Sau khi dò hỏi Naruto về ý định cứu Sasuke, Itachi gửi cho Naruto một con quạ đã cấy sharingan (写輪眼, Tả luân nhãn) của Shisui để phòng trường hợp Sasuke sở hữu được Eien no Mangekyō Sharingan (永遠の万華鏡写輪眼, Vạn hoa đồng Tả luân nhãn Vĩnh cửu) và có ý định tấn công làng Lá. Sasuke rốt cuộc cũng theo đuôi Itachi và tiến hành trận chiến cuối cùng giữa hai người họ. Trong trận chiến đó, Itachi sử dụng mangekyō sharingan để dồn ép Sasuke đến giới hạn của cậu. Khi làm như vậy, Orochimaru trồi ra khỏi cơ thể của Sasuke, và Itachi kích hoạt Susanoo để dùng thanh gươm Totsuka nhằm phong ấn Orochimaru. Sau đó, Itachi qua đời vì một căn bệnh bí ẩn. Trong khoảnh khắc cuối cùng của đời mình, anh đến gần Sasuke và cấy nhẫn thuật Amaterasu vào cậu. Nó là một biện pháp phòng ngừa tiêu diệt Tobi phòng trường hợp y cố tiếp cận Sasuke và tiết lộ sự thật về vụ thảm sát tộc Uchiha. Không may là Tobi vẫn nhìn thấu được bản chất về lòng trung thành của Itachi, vì vậy y sống sót và tiết lộ sự thật về hành động của Itachi cho Sasuke. Điều này khiến Sasuke nuôi dã tâm hủy diệt làng Lá để báo thù vì nơi này đã hủy hoại cuộc đời của anh trai mình và cả gia tộc. Cậu cũng thức tỉnh được mangekyō sharingan kể từ lúc đó.
Itachi tái xuất trong Đại chiến Ninja lần thứ tư. Anh được đệ tử của Orochimaru là Yakushi Kabuto hồi sinh bằng Uế thổ chuyển sinh (穢土転生, Edo Tensei), một loại cấm thuật triệu hồi người chết trở về dưới dạng tử thi bất tử để chiến đấu bên phía Tobi. Anh bị xếp cặp với Nagato và buộc phải chiến đấu chống lại Naruto và Killer B ngoài ý muốn của mình. Itachi biết được dã tâm của người em trai nên đã triệu hồi con quạ mà anh gửi cho Naruto để lấy lại sự tự do ý chí. Sau khi phong ấn Nagato, Itachi lên đường tìm đến sào huyệt của Kabuto và bắt gặp Sasuke trên đường đi. Cậu muốn biết toàn bộ sự thật sau khi mọi chuyện kết thúc.
Sau một trận chiến dài, Itachi buộc phải sử dụng nhãn thuật Izanami để gài Kabuto vào một vòng lặp thời gian vĩnh cửu trong tâm trí, ép y phải giải thuật Uế thổ chuyển sinh. Linh hồn của Itachi mờ dần, anh sử dụng sharingan để chiếu ký ức của mình lên Sasuke nhằm tiết lộ toàn bộ câu chuyện về những sự kiện dẫn đến vụ thảm sát tộc Uchiha. Anh nói với Sasuke rằng cậu không phải tha thứ cho anh, và rằng anh sẽ luôn luôn yêu quý cậu, bất kể cậu đi theo con đường nào từ rày về sau. Cùng với lời từ biệt của anh trai mình và việc chấp nhận thất bại sau trận chiến cuối cùng với Naruto, Sasuke đã từ bỏ ý định hủy diệt làng Lá và cống hiến bản thân mình để bảo vệ nó, nhằm hoàn thành ước nguyện của Itachi. Sasuke thậm chí còn học thói quen chọc vào trán từ anh trai cậu như một cách thể hiện tình cảm. Khi Sasuke trưởng thành, anh thường làm điều này với vợ Sakura và con gái Sarada.

### Trong những tác phẩm khác
Itachi có mặt trong phim điện ảnh Naruto Shippuden thứ 6 là Đường tới Ninja. Trong bộ phim, anh dẫn dắt một tổ chức Akatsuki khác ở thế giới song song đi giúp đỡ Naruto. Anh có vai khách mời ngắn trong một tập OVA, và là một trong những nhân vật có thể chơi được trong hầu hết loạt trò chơi điện tử Naruto, bao gồm Naruto: Gekitō Ninja Taisen! và Naruto: Narutimate Series. Trong một số game, anh có thể sử dụng các biến thể của nhẫn thuật chưa từng thấy trong anime và manga. Một số sản phẩm ăn theo Itachi được phát hành, bao gồm móc khóa, đồ chơi nhồi bông, và mô hình thu nhỏ.

## Đón nhận
Itachi liên tục lọt vào top 10 trong những cuộc thăm dò về nhân vật được yêu thích nhất của Weekly Shonen Jump dành cho bộ truyện. Anh từng xếp ở vị trí thứ 5 trong cuộc bình chọn năm 2011, thứ hạng cao nhất của anh từ trước đến nay. Anh nhận được nhiều phản hồi tích cực từ một số ấn phẩm cho anime, manga, trò chơi điện tử, và các phương tiện truyền thông liên quan khác. Độc giả của IGN, Jason Van Horn đặc tả Itachi là "ngầu lòi" và nói vui rằng anh là một nhân vật đáng sợ trong giai đoạn về sau, nhưng ở lần xuất hiện đầu tiên trong manga, anh không có hành động nào đáng chú ý. Trong một bài viết khác, Horn nhận thấy rằng "Itachi gợi một cảm giác gì đó lạnh lẽo và tê liệt,"  khiến khán giả "muốn ớn lạnh". Charles White của IGN thích tập phim tiết lộ về mối quan hệ giữa Sasuke và Itachi thời còn trẻ, và hi vọng rằng có thể chứng kiến nhiều hơn nữa quá khứ của họ để vén màn bí ẩn về nhân vật Itachi. White cũng bình luận rằng tìm hiểu về "quá khứ của họ thật kích thích tò mò". Khách hàng của NTT bình chọn Itachi là nhân vật anime tóc đen được yêu thích thứ 10 của họ. CEO của CyberConnect2 là Matsuyama Hiroshi đề cập Itachi là một trong những nhân vật mà ông yêu thích trong Naruto.
Trong một đánh giá về tập 16 của manga, Deb Aoki của About.com liệt kê phần giới thiệu nhân vật Itachi trong loạt manga là một trong những khuyết điểm của tập đó. Dù vậy, bà vẫn khen ngợi trận chiến đầu tiên của Itachi trong series là rất thú vị, có giá trị "kích thích độc giả háo hức về những trận chiến xảy ra trong tương lai giữa ninja làng Lá và tổ chức Akatsuki". James Musgrove bình luận rằng Itachi và cộng sự Kisame "có màn xuất hiện kịch tính và đúng lúc trong câu chuyện". Tuy nhiên, Jason Van Horn chỉ trích rằng trận chiến đầu tiên giữa Itachi và Sasuke là "tốt" nhưng "không hùng tráng như mong đợi". Trận chiến cuối cùng giữa Itachi và Sasuke trước khi anh qua đời được Casey Brienza của Anime News Network coi là "hùng tráng". Bà nhận thấy rằng đây là "cuộc đấu trí" vì ngay cả sau khi Itachi tử trận, Sasuke đã thay đổi suy nghĩ của mình về người anh trai sau khi biết về quá khứ của anh. Bà cũng lường trước được tác động của tiết lộ về quá khứ Itachi đối với mạch truyện Naruto trong tương lai. Mặc dù không thích cách mà Naruto Shippuden sử dụng light novel viết về Itachi như một phần của loạt anime, nhưng Chris Beveridge từ Fandom Post lại rất thích tầm ảnh hưởng của Itachi đối với cả Naruto và Sasuke. Ký giả Jason Thompson đánh giá cao màn tra tấn bằng ảo ảnh của Itachi vì tác động của chúng đối với nạn nhân. Điều này làm ông gợi nhớ đến nhân vật phản diện trong bộ phim Cure của Kurosawa Kiyoshi gây chú ý bằng những cảnh kinh dị. Tuy nhiên, Thompson lại chỉ trích sự qua đời vì bệnh tật của Itachi thay vì bị Sasuke giết chết. Năm 2014, IGN liệt kê Itachi là nhân vật Naruto tốt thứ 5 khi series kết thúc.